# Stanisław Srokowski (1888–1917)
Stanisław Srokowski (ur. 5 kwietnia 1888 we Lwowie, zm. 23 maja 1917 we Włoszech) – doktor praw, podporucznik kawalerii c. k. armii.

## Życiorys
Urodził się 5 kwietnia 1888 we Lwowie. Wywodził się z rodu Srokowskich herbu Jastrzębiec, był synem Teofila (1847-1917, adwokat we Lwowie), bratem stryjecznym Stanisława Józefa Srokowskiego (geograf), Konstantego (polityk) i krewnym Włodzimierza Scholze-Srokowskiego (oficer).
Od 1898 kształcił się w C. K. Gimnazjum im. Franciszka Józefa we Lwowie, gdzie w 1906 ukończył VIII klasę i zdał egzamin dojrzałości (w jego klasie był Aleksander Domaszewicz). Odbył studia na Wydziale Prawa Uniwersytetu Lwowskiego, uzyskując stopień doktora praw.
Podczas studiów jako jednoroczny ochotnik służył w kawalerii c. k. armii. Po wybuchu I wojny światowej w 1914 wstąpił do armii austriackiej i odbył całą kampanię na froncie rosyjskim. Od lutego 1917 walczył na froncie włoskim. Został awansowany na stopień podporucznika rezerwy kawalerii z dniem 1 maja 1915. W 1916, 1917 był podporucznikiem rezerwy 6 pułku ułanów. Był odznaczany za niepospolite męstwo i wybitne zdolności. 23 maja 1917 poległ na froncie włoskim rozszarpany pociskiem szrapnela.
Pisał wiersze i prozę. Jego utwory zostały wydane pośmiertnie w 1917 przez Kazimierza Kremera w zbiorze pt. Byłbym szczęśliwy.

## Odznaczenia
austriackie
- Brązowy Medal Zasługi Wojskowej „Signum Laudis” na wstążce Krzyża Zasługi Wojskowej[9][2]
- Wielki Srebrny Medal Waleczności 1 klasy[8][2]